# Chowder (Zeichentrickserie)
Chowder ist eine US-amerikanische Zeichentrickserie der Cartoon Network Studios nach einer Idee von C. H. Greenblatt. Sie zeigt die Abenteuer des jungen Chowder, der im Catering-Unternehmen von Mung Daal eine Lehre als Koch absolviert. Schauplatz Marzipan City lehnt an das echte New York City an. Die Erstausstrahlung erfolgte am 2. November 2007 auf Cartoon Network, die Synchronfassung folgte ab dem 14. Juni 2008 auf dessen deutschem Ableger. Die Fernsehserie wurde unter anderem auch in Frankreich, im Vereinigten Königreich, Lateinamerika, Nordamerika und in Südostasien ausgestrahlt.

## Figuren
| Figur      | Originalsprecher | Deutscher Sprecher |
| ---------- | ---------------- | ------------------ |
| Chowder    | Nicky Jones      |                    |
| Mung Daal  | Dwight Schultz   | Peter Groeger      |
| Schnitzel  | John DiMaggio    | Dennis Schmidt-Foß |
| Truffles   | Tara Strong      | Margot Rothweiler  |
| Gazpacho   | Dana Snyder      | Michael Iwannek    |
| Panini     | Liliana Mumy     | Magdalena Turba    |
| Ms. Endive | Mindy Sterling   | Monica Bielenstein |
| Kimchi     | C. H. Greenblatt |                    |
| Gorgonzola | Will Shadley     | Dirk Petrick       |
| Ceviche    | Elán Garfias     | Anita Hopt         |

- Chowder ist ein 12-Jähriger pummeliger Junge, der als Kochlehrling bei seinem Kochmeister Mung Daal und in seinem Catering-Unternehmen arbeitet. Er ist eine helllilafarbige Mischung aus einer Katze, einem Bären und einem Hasen, trägt einen violetten Mantel und eine violette Mütze. Als Lehrling ist Chowder jedoch auf Grund seiner imposanten Vorliebe für Essen, seiner großen Naivität und zum Teil auch auf Grund seiner mangelnden Intelligenz eher ein Hindernis statt eine Hilfe für seinen Kochmeister Mung Daal und für das Catering-Unternehmen. Trotzdem träumt Chowder davon, eines Tages selber Koch zu werden.
- Mung Daal ist Chowders Kochmeister und Besitzer eines Catering-Unternehmens in Marzipan City. Er ist ein hellblaufarbiger älterer Herr, trägt eine Brille und ist mit seiner Frau Trüffel verheiratet, die ebenfalls in seinem Catering-Unternehmen als Kassiererin arbeitet. Als Kochmeister bringt er außerdem seinem Lehrling Chowder bei, wie man die leckersten Gerichte, die es gibt, zubereitet, was aber durch das etwas tollpatschige Verhalten seines Lehrlings ab und zu leichter gesagt ist als getan. Sein bekanntestes Markenzeichen ist sein durch aus prächtiger Schnurrbart, auf den er sehr, sehr stolz ist.
- Schnitzel ist ein großes starkes Steinmonster, welcher als Angestellter bei Mung Daals Catering-Unternehmen arbeitet. Er trägt meistens eine weiße Kochschürze und kann sich nur mit bis auf wenigen Ausnahmen nur mit den Worten „Radda Radda“ verständigen. Paradoxerweise wird er trotz seines begrenzten Wortschatzes von den anderen Charakteren in der Serie problemlos verstanden. Wegen Chowders Unsinnigkeiten in der Küche oder anderswo wirkt Schnitzel die meiste Zeit in der Serie sehr genervt und schlechtgelaunt.
- Trüffel ist Mung Daals Ehefrau und arbeitet als Kassiererin beim Catering-Unternehmen seines Mannes. Sie ist eine ältere griesgrämige Feendame, trägt eine große runde Brille und hat auf ihrem Kopf einen riesigen Pilz auf. Als Kassiererin des Catering-Unternehmens nimmt sie die Bestellungen der Kunden auf, leitet diese an ihren Ehemann weiter und sorgt dafür, dass die Kunden ihre bestellten Gerichte rechtzeitig bekommen. Auf Grund ihrer jahrhundertelangen Ehe mit Mung Daal ist sie meistens genervt von ihrem Ehemann und wird auch schnell eifersüchtig, wenn dieser mal mit anderen Frauen rumflirtet.
- Gazpacho ist ein braunhaariger, zum Teil ängstlicher Mastodon mittleren Alters und Betreiber eines Obst und Gemüsestandes auf dem Wochenendmarkt der Stadt. Er trägt einen hellblauen Hemd samt Latzhose und einen goldenen Nasenring an seinem Rüsselloch. Auf seinem Stand verkauft er die merkwürdigsten und einzigartigsten Lebensmittel, die es gibt, und hilft Chowder, mit dem er gut befreundet ist, immer mal wieder bei seinen Problemen. Außerdem hat Gazpacho eine Mutter, die zwar von ihm in der Serie oft erwähnt wird, jedoch nie vorkommt.
- Panini ist ein 12-Jährigers liebenswertes Mädchen und der Küchenlehrling von Ms. Endive und ihres Catering-Unternehmens. Sie ist pinkfarben und genauso wie Chowder eine Mischung aus einer Katze, einem Bären und einem Hasen. Sie hat große Hasenohren, die sie wie ein Pferdeschwanz mit einem Haarreif zusammengebunden hat und trägt ein gelbes Kleid. Panini ist unsterblich in Chowder verliebt und lässt ihn das trotz seiner wiederholten Ablehnungen immer wieder wissen. Trotz ihres jungen Alters plant sie jetzt schon eines Tages Chowder zu heiraten und mit ihm viele Kinder zu bekommen, weswegen sie ihn meistens auch als „zukünftigen Ehemann“ bezeichnet. Außerdem ist sie in der Küche viel begabter als Chowder und rastet immer mal wieder aus, wenn sie beispielsweise sieht, wie Chowder mit anderen Mädchen spricht.
- Ms. Endive ist Paninis Kochmeisterin und ebenfalls Betreiberin eines Catering-Unternehmens in Marzipan City. Sie hat grüne Haare, orange Haut, eine lange Nase, trägt einen Federhut und einen roten Mantel. Auf Grund ihrer erbitterten Rivalität mit Mung Daal und seinem Catering-Unternehmen wird Ms. Endive in der Serie meistens als Antagonist dargestellt und ihre Körpergröße ändert sich in manchen Episoden der Serie ins gigantische.
- Kimchi ist eine kleine stinkende Schmutzwolke mit zwei Augen und Chowders Haustier bzw. bester Freund. Er wohnt in einem Käfig in Chowders Zimmer, kann sich nur mit Furzgeräuschen verständigen und liebt andere stinkende Sachen.
- Gorgonzola ist ein etwa 12-Jähriger grünfarbiger Kerzenhalter und Lehrling des Kerzenhalters Stilton. Er ist eine Mischung aus einer Ratte und einem Hamster und trägt einen geflickten braunen Pullover. Auf seinem Kopf trägt er zu dem eine riesige brennende Kerze, die er je nach Stimmung stärker brennen lassen kann. In der Serie wird Gorgonzola als jemand aus einfachen Verhältnissen dargestellt und findet es satt, ein armer Kerzenhalter zu sein, weswegen er auch davon träumt, eines Tages reich zu sein. Außerdem nutzt er Chowder auf Grund seiner großen Naivität immer mal wieder schamlos für seine Pläne aus.